# Biblián (canton)
Biblián est un canton d'Équateur situé dans la province de Cañar.